# Max Kalifa
Max Kalifa, né le 10 décembre 1924 à Marseille et mort le 28 juillet 2010 à Paris, est un réalisateur français.

## Filmographie
- 1957 : Excusez-nous mesdames (court métrage)
- 1961 : L'Engrenage
- 1968 : Flash Love
- 1971 : Atout sexe
- 1977 : Libertés sexuelles (reprise de Flash Love avec scènes additionnelles pornographiques)